# 高乾
高 乾（こう けん、497年 - 533年）は、中国の北魏末の軍人・政治家。字は乾邕。本貫は渤海郡蓨県。

## 経歴
北魏の渤海郡太守・東冀州刺史の高翼の長男として生まれた。若い頃は無頼でしばしば法を犯したが、成長すると態度を改め、人士と広く交際した。魏の領軍の元叉に厚遇されて、員外散騎侍郎を初任とし、直後を領し、太尉士曹・司徒中兵・員外散騎常侍に転じた。
孝荘帝が長楽王だったころ、高乾はその信任を受けた。武泰元年（528年）、爾朱栄が洛陽に入ると、高乾は東冀州に逃亡した。建義元年（同年）、孝荘帝が即位すると、龍驤将軍・通直散騎常侍に遙任された。爾朱栄が洛陽の人士を殺害するのをみて、高乾は兄弟たちとともに河北の流人を率いて黄河と済水の流域の間で叛いた。葛栄の官爵を受け、斉州の官軍の討伐をたびたび撃退した。孝荘帝が右僕射の元羅に三斉を巡撫させると、高乾の兄弟はともに出て降った。北魏の朝廷により給事黄門侍郎に任ぜられた。爾朱栄は高乾を近づけず、孝荘帝もやむなく高乾を解職して郷里に帰らせた。高乾は武人を招いて、狩猟を楽しむ生活を送った。永安3年（530年）、爾朱栄が殺害されると、高乾は洛陽に入って孝荘帝の謁見を求めて喜ばれ、金紫光禄大夫・河北大使に任じられた。
爾朱兆が洛陽に入って孝荘帝を殺害すると、監軍の孫白鷂が冀州にやってきた。高乾は爾朱氏に対する報復を誓って、壮士を率いて冀州の州城を襲い、孫白鷂を殺し、冀州刺史の元嶷を捕らえた。封隆之を推薦して冀州の事務を代行させ、孝荘帝のために哀哭した。普泰元年（531年）、幽州刺史の劉霊助と結んだが、劉霊助はまもなく殺されてしまった。
高歓が起兵して山東に出ると、高乾は十数騎を率いて関口で高歓を迎えた。爾朱羽生が殷州刺史となると、高歓は李元忠に軍を率いて殷州に迫らせ、高乾を偽の援軍として別に向かわせた。高乾は爾朱羽生と面会して対策を協議するふりをし、爾朱羽生が高乾とともに州城を出たところを捕らえさせた。このため殷州は高歓の手に落ちた。高乾は新たな魏の皇帝を立てる協議に加わり、侍中・司空に任ぜられた。太昌元年（532年）、孝武帝が即位すると、高乾は辞職を願い出たが、侍中のみを解かれ、司空のまま、長楽郡公に封ぜられた。
永熙2年（533年）、孝武帝は高歓を排除しようと謀り、高乾を取りこもうとした。高乾は孝武帝に都合のいい返事をしたが、本心ではなかった。また高歓に報告することもしなかった。孝武帝が元士弼・王思政を派遣して賀抜岳との間を往来させ、また賀抜勝を荊州刺史に任じようとすると、高乾は危険を察知してようやく高歓に報告した。高歓が高乾を并州に召し出すと、高乾は高歓に北魏の禅譲を受けて新たな王朝を立てるよう勧めた。高歓は袖で口をおおって「妄言するなかれ。あなたを再び侍中とするよう申し上げるから、門下の事はあなたに任せよう」と答えた。しかし高歓の上奏にもかかわらず、高乾が再び侍中となることはなかった。
高乾は異変を恐れて、徐州に出向することを求めた。そこで使持節・都督三徐諸軍事・開府儀同三司・徐州刺史に任じられた。出発しようとしたとき、孝武帝は高乾が高歓に情報を漏らしたことを知り、高歓に対して高乾との密約を暴露した。高歓も高乾との間で交わした時事を論じた文書を孝武帝に送りつけた。孝武帝は高乾を召し出してこれを示し、門下省に監禁させた。高乾は「人主が悪を推しては、天命から逃れられぬ」と嘆き、死罪に処せられた。後に高歓が斛斯椿らを討ったとき、「もし早く司空（高乾）の策を用いていれば、今日のことはあっただろうか」と高乾の弟の高昂に言った。天平元年（534年）、高乾は使持節・都督冀定滄瀛幽斉徐青光兗十州諸軍事・太師・録尚書事・冀州刺史の位を追贈され、諡を文昭といった。
長子の高継叔が高翼の楽城県侯の位を継ぎ、次子の高呂児が高乾の爵位を継いだ。

## 伝記資料
- 『北斉書』巻21 列伝第13
- 『北史』巻31 列伝第19